# Arabisch alfabet
Het Arabische alfabet (Arabisch: الأبجدية العربية, al-abdjadiyya al-ʿarabiyya) is een Arabisch schrift dat bestaat uit 28 letters. Het Arabisch wordt geschreven van rechts naar links. Voor Arabische letters is dit de natuurlijke schrijfrichting. Het is een abjad schrift, de klinkers worden in principe niet geschreven. De naam komt van de conventionele lettervolgorde a, b, j, d.  
Het schrift wordt aan elkaar geschreven. Een vorm met uitsluitend kapitalen (drukletters) en geïsoleerde letters, zoals in op het latijns alfabet gebaseerde schriften, kent het Arabisch niet. Er zijn diverse schriftstijlen, zoals Naskh, Ruqʿa en Koefisch. Kalligrafie is zeer belangrijk binnen de islam; velen kennen op religieuze gronden beperkingen ten aanzien van afbeeldingen, en kalligrafie is hierdoor een alternatief voor versieringen. 
Het Arabisch abjad is niet alleen de basis van het Arabische schrift, maar ook van het geschreven Pasjtoe, Perzisch en Urdu en gedeeltelijk Azerbeidzjaans, Berbers, Kazachs, Koerdisch en Oeigoers. Het Arabische schrift was lange tijd ook de schrijfwijze voor Indonesisch, Kirgizisch, Maleis, Oezbeeks, Tadzjieks, Turkmeens, Turks en Albanees. Ook wordt het door sommige groepen gebruikt voor het Afrikaans. Waar nodig worden schrifttekens toegevoegd om aan de specifieke vereisten van de taal te voldoen. 
De verbinding van islam en Arabisch schrift is niet algemeen. Het Turks bijvoorbeeld werd eerst in een Perzische versie van het Arabisch genoteerd maar vervangen door een latijns alfabet toen de laïcisering van Turkije in het begin van de twintigste eeuw werd doorgevoerd. 
| letter | vormen eind__midden__begin | naam | SAMPA- waarde | IPA-waarde | transliteratie | getalswaarde |   | letter        | vormen begin/midden/eind | naam | SAMPA- waarde | IPA-waarde   | transliteratie | getalswaarde |
| ا      | اـــــا                    | alif | a             | a          | a, aa          | 1            | ط | طـــــطـــــط | ṭah                      | t_?\ | tˤ            | ṭ            | 9              |              |
| ب      | بـــــبـــــب              | ba   | b             | b          | b              | 2            | ظ | ظـــــظـــــظ | ẓa                       | D_?\ | ðˤ            | ẓ            | 900            |              |
| ت      | تـــــتـــــت              | ta   | t             | t          | t              | 400          | ع | عـــــعـــــع | 'ain                     | ?\   | ʕ             | wrã          | 70             |              |
| ث      | ثـــــثـــــث              | tha  | T             | θ          | th             | 500          | غ | غـــــغـــــغ | gain                     | G    | ɣ             | g            | 1000           |              |
| ج      | جـــــجـــــج              | jim  | dZ            | dʒ         | dzj, dzh       | 3            | ف | فـــــفـــــف | fa                       | f    | f             | f            | 80             |              |
| ح      | حـــــحـــــح              | ḥa   | X\            | ħ          | ḥ              | 600          | ق | قـــــقـــــق | qaf                      | q    | q             | q, kh        | 100            |              |
| خ      | خـــــخـــــخ              | kha  | x             | x          | ch, kh         | 7            | ك | كـــــكـــــك | kaf                      | k    | k             | k            | 20             |              |
| د      | دـــــــد                  | dal  | d             | d          | d              | 4            | ل | لـــــلـــــل | lam                      | l    | l             | l            | 30             |              |
| ذ      | ذـــــــذ                  | dhal | D             | ð          | dh             | 700          | م | مـــــمـــــم | mim                      | m    | m             | m            | 40             |              |
| ر      | رــــــر                   | ra   | r             | r          | r              | 200          | ن | نـــــنـــــن | nun                      | n    | n             | n            | 50             |              |
| ز      | زـــــــز                  | zai  | z             | z          | z              | 7            | ه | هـــــهـــــه | ha                       | h    | h             | h            | 5              |              |
| س      | ســـــســـــس              | sin  | s             | s          | s              | 60           | و | وــــــو      | waw                      | w    | w             | w, v         | 6              |              |
| ش      | شـــــشـــــش              | sjin | S             | ʃ          | sj, sh         | 300          | ي | يـــــيـــــي | ya                       | y    | y             | u, uu, y, oe | 10             |              |
| ص      | صـــــصـــــص              | ṣad  | s_?\          | sˤ         | ṣ              | 90           | ء |               | hamza                    | ?    | ʔ             | ', a, a'     | -              |              |
| ض      | ضـــــضـــــض              | ḍad  | d_?\          | dˤ         | ḍ              | 800          |   |               |                          |      |               |              |                |              |

## Lettervormen
In tegenstelling tot het Latijnse schrift zijn de lettervormen in het Arabische schrift afhankelijk van de plek waar ze zich in een geschreven woord bevinden; een letter heeft een verschillende vorm als deze verbonden is met een voorafgaande of volgende letter. Dit leidt ertoe dat alle primaire karakters in het Arabisch schrift verschillende vormen kennen.
Er wordt een onderscheid gemaakt tussen de verschillende schrijfwijzen. Let op dat niet alle tekens in alle vier vormen voorkomen
- beginvorm: eerste teken van een aan elkaar geschreven gliefgroep;
- middenvorm: tussen twee andere karakters;
- eindvorm: aan het einde van een gliefgroep;
- geïsoleerd.

Er zijn zes karakters (و ز ر ذ د ا) die alleen de geïsoleerde of eindvorm kennen; als deze gebruikt worden zal de daaropvolgende letter dus de initiële vorm aannemen. De Arabische spelling van Ararat, أرارات, is dus een verzameling losse letters, omdat geen van de vormende gliefen aangesloten aan de daaropvolgende geschreven kan worden.
Sommige letters zien er in alle vier de schrijfvormen er nagenoeg hetzelfde uit, terwijl andere een soms radicaal andere vorm aannemen. In het algemeen kan gesteld worden dat de begin- en middenvormen op elkaar lijken met dien verstande dat bij sommige letters de middenvorm met een kort horizontaal lijntje aan de rechterkant begint zodat aansluiting gevonden kan worden met het daarvoorafgaande karakter (vergeet niet dat het schrift van rechts naar links geschreven wordt!) De eind- en geïsoleerde vormen hebben ook een grote gelijkenis, maar de eindvorm zal vaak een horizontale lijn rechts kennen, en eindigen in een boogje ter linkerzijde, wat calligrafen de mogelijkheid geeft een woord een subtiel ornament te geven. Daarnaast bestaan er enkele ligaturen, een bekende is de lam-alif-combinatie.
Voor Arabische woorden bestaan verschillende transliteratiewijzen. Iedere methode is discutabel. In Nederlandse publicaties wordt vaak een vereenvoudigde Engelse transliteratiemethode gehanteerd, waarbij u als oe (abu) moet worden uitgesproken, j als dj (jihad) en sh als sj (sharia) (zie de tabellen hierboven). Hieronder staat een lijstje met Arabische letters die geen eenduidig equivalent in het Nederlands kennen, met daarbij de meest gebruikte schrijfwijze in het Nederlands en regels voor de uitspraak.
- ث – th (als th in het Engelse three - ook uitgesproken als s)
- ج – dj (als dj in jeans – in Egypte wordt dit als g in het Engelse good uitgesproken)
- ه – h (zoals de Nederlandse h in handdoek)
- ح – ḥ (een zachtere h dan ه, deze klank wordt automatisch geproduceerd als men probeert 'hans heeft een huis' te fluisteren naar iemand die verder weg staat, komt vanuit de keel een soort hijg)
- خ – ch of g, soms kh (als g van goed)
- د en ض – d (wetenschappelijk: d (dal) en ḍ (ḍad))
- ذ – dh, soms dz (als th in het Engels father - ook uitgesproken als z)
- س en ص – s (wetenschappelijk: s (sien) en ṣ (ṣad))
- ش – sj (als sj in sjaal)
- ظ – ẓ of dz
- ع – ʿ of 3 (dit teken maakt de letter waar het voor staat zwaarder van klank - indien het woord hiermee eindigt geldt dit voor de laatste letter van het woord)
- غ – gh (ongeveer als de Franse gebrouwde r zoals in Paris)
- ق – q (als k - maar achter in de keel)
- و – w of oe, u
- ی – j, y of ie
- ء (hamza) – ' (korte pauze in het woord)
- ة (ta marboeta) - als h aan het eind van een zin of als t als na dat woord een ander woord volgt en in sommige meervoudsvormen

### Vocalisatie

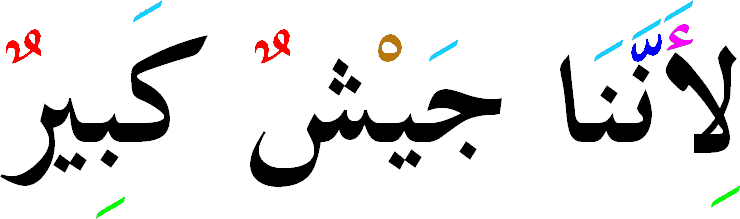
Voorbeeldtekst met de diakritische tekens Kasra, Hamza, Fatḥa, Shadda, Sukūn en Dammatān.

Het Arabische alfabet is net zoals dat van sommige andere Semitische talen een consonantenalfabet: het bestaat uit medeklinkers. In woordenboeken en bepaalde andere boeken staan wel klinkers aangegeven met tekens boven en onder de medeklinkers. Teksten voor beginnende lezers zoals schoolboeken en handleidingen gebruiken veelal wel klinkers.
Strikt gezien zijn er drie klinkers, /a/, /i/ en /u/, maar in de praktijk worden die tekens gebruikt voor andere klanken. Zo schrijft men de klank /E/ met het letterteken /a/. Dit varieert zeer sterk tussen de vele regionale vormen van het Arabisch. De lange klinkers hebben wel een letter in het alfabet. Dit zijn de lange a (alif), de lange i (ya) en lange oe (waw). 
Om toch alle klinkers te kunnen schrijven, worden speciale tekens gebruikt die boven of onder de voorgaande letter geschreven worden: ḥarakāt (حَرَكَات). Dit heet vocalisatie. Voor de /a/ wordt de fatḥa ⟨فَتْحَة⟩ gebruikt, voor de /i/ de kasra ⟨كَسْرَة⟩ en voor de /u/ de ḍamma ⟨ضَمَّة⟩. Indien na een letter geen klinker volgt, wordt dat aangegeven met de sukūn ⟨سُكُونْ⟩.

### Cijfers in woorden
Door de opkomst van moderne communicatiemiddelen zoals een smartphone moet het Arabisch getranscribeerd worden naar een fonetische weergave als alleen een Latijns toetsenbord beschikbaar is, zoals bij Westerse jongeren met Arabisch als tweede taal. Onder jongeren die Darija spreken is het gebruik ontstaan om letters die het Latijnse alfabet niet bevat, te vervangen door er op lijkende cijfers. Voor de letter ع (ain) wordt bijvoorbeeld een 3 gebruikt, voor ح (ḥa) een 7 en voor ق (qaf) een 9. Een zin als كيف حالك (kayf ḥalukum, hoe gaat het met je) wordt dan in sms-taal kif 7alek.

## Geschiedenis
Bij het begin van het eerste millennium v.Chr waren in het gebied van Syrië en Palestina 3 alfabetten in omloop die thans bekend staan als de West-Semitische alfabetten: Fenicisch, Hebreeuws en Aramees. Daar waar het Fenicische alfabet een nationaal alfabet bleef, en het Hebreeuws sterk beperkt bleef, groeide het Aramese alfabet mee met de ontwikkeling van de Aramese taal als internationaal communicatiemiddel.
De Nabateeërs waren een Arabisch volk dat zich tussen de vierde en de tweede eeuw v.Chr. vestigde in het bijbelse Edom met als hoofdstad Petra. Zij gaven vanaf ongeveer 100 v.Chr. hun Thamoedisch schrift op ten voordele van een variant van het Aramees, die thans bekend staat als het Nabatese alfabet. Vanaf de 6de eeuw n.Chr. ontwikkelde zich hieruit het pre-Islamitische Arabische schrift.
Aanvankelijk diende het Arabische alfabet vooral voor het verspreiden van de Koran. Er bestonden twee stijlen: de Koefische stijl was hoekig en vooral geschikt voor gebeitelde inscripties; de Naskhi-stijl leek meer op het hedendaagse schrift. In het Perzisch ontstond de Nastaliq-stijl.